# 70-летие со дня рождения Сталина (омнибусная серия марок)

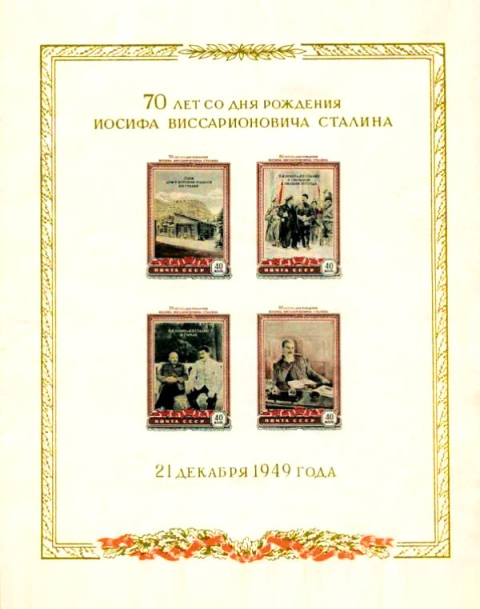
Блок из омнибусной серии. СССР, 1949

И. В. Сталин, советский политический, государственный, военный и партийный деятель (по официальной версии СССР при жизни Сталина 21 декабря 1879 — 5 марта 1953) — часть истории. Описание омнибусной серии вносит вклад в систематизацию сведений о выпусках мировым сообществом почтовых марок, посвящённых Сталину.
Марки филателистической Сталинианы семи государств собраны в омнибусной серии 1949 года «70-летие со дня рождения И. В. Сталина (1879—1953)», понимаемой в широком смысле как «специальные выпуски по поводу важных событий, даже если заранее не предполагалось, что они будут иметь схожий рисунок».
Омнибусная серия «70-летие со дня рождения И. В. Сталина (1879—1953)» выпущена в 1949 году и состоит из эмиссий почтовых марок семи стран:
- Албании;
- Болгарии;
- Венгрии;
- Китая, Квантун (Порт-Артур);
- Румынии;
- Союза Советских Социалистических Республик;
- Чехословакии.

Их список, упорядоченный по странам и затем по каталогу Михель, показан ниже. Номера, даты выпусков и названия марок взяты из каталога Михель, по которому омнибусная серия насчитывает 13 марок и блок с четырьмя марками.

## Албания
Албания выпустила серию из трёх марок одного рисунка, отличающихся цветом, 21 декабря 1949 года. На марках изображён портрет И. В. Сталина.

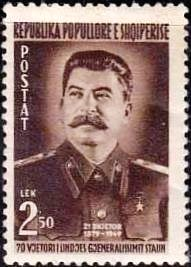
№ 479 (1949-12-21). Иосиф Сталин (1879—1953), советский революционер и политик
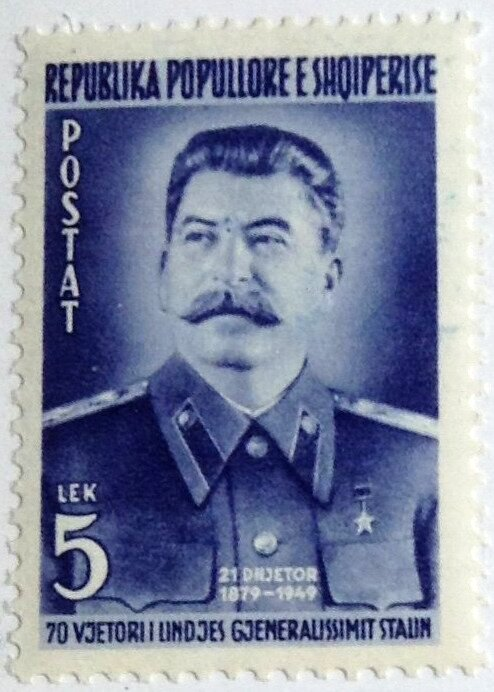
№ 479 (1949-12-21). Иосиф Сталин (1879—1953), советский революционер и политик
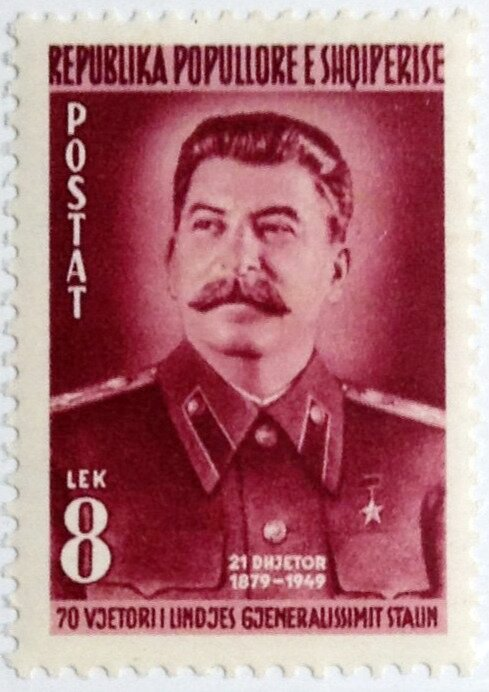
№ 479 (1949-12-21). Иосиф Сталин (1879—1953), советский революционер и политик

## Болгария
Болгария выпустила серию из двух марок 21 декабря 1949 года:
- марка Michel № 716 — Иосиф Сталин, настоящая фамилия — Джугашвили (1879—1953), советский революционер и политик;
- марка Michel № 717 — Сталин как оратор.

№№ 716—717 (1949-12-21). Иосиф Сталин, настоящая фамилия — Джугашвили (1879—1953), советский революционер и политик. Сталин как оратор

## Венгрия
Венгрия выпустила серию из трёх марок одного рисунка, отличающихся цветом, с зубцами и без 21 декабря 1949 года. На марках изображён портрет И. В. Сталина. Художник Золтан Надь (венг. Zoltán Nagy).

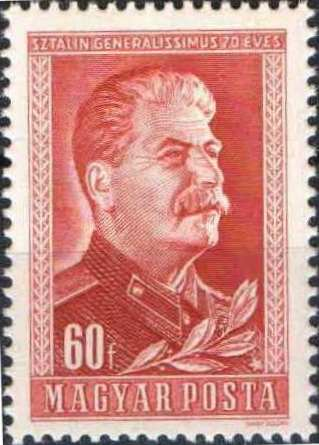
№ 1066A (1949-12-21). С зубцами Иосиф Сталин, настоящая фамилия Джугашвили (1879—1953), советский революционер и политик грузинского происхождения
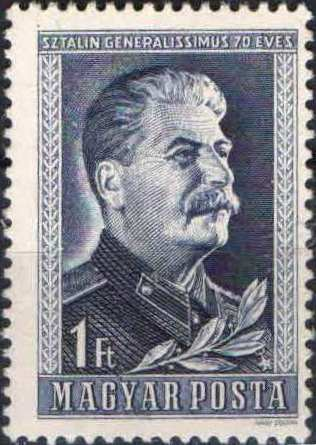
№ 1067A (1949-12-21). С зубцами Иосиф Сталин, настоящая фамилия Джугашвили (1879—1953), советский революционер и политик грузинского происхождения
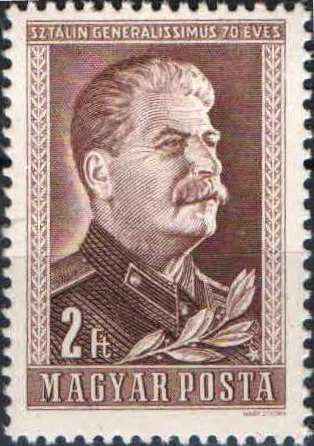
№ 1068A (1949-12-21). С зубцами Иосиф Сталин, настоящая фамилия Джугашвили (1879—1953), советский революционер и политик грузинского происхождения

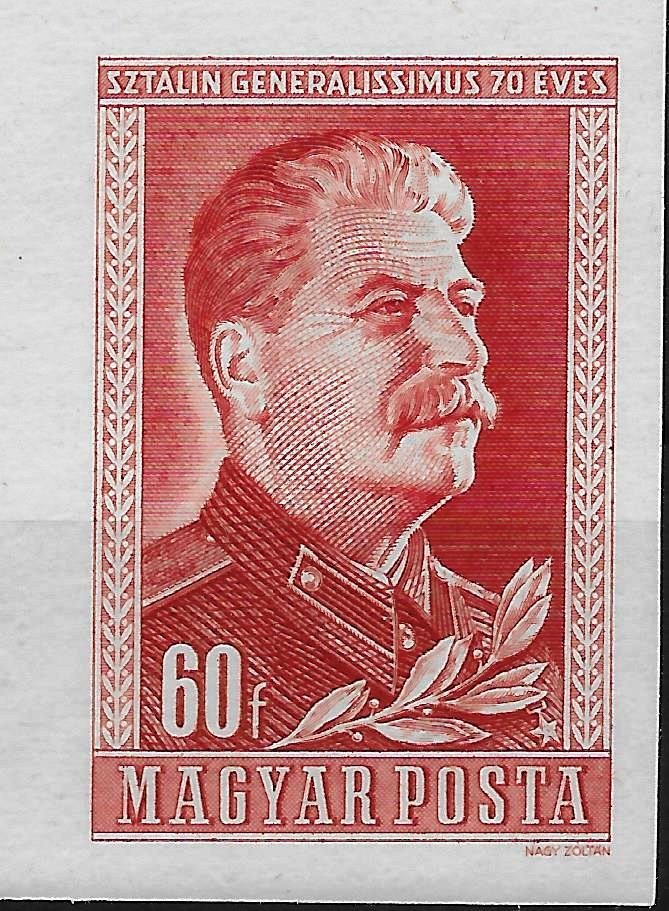
№ 1066B (1949-12-21). Без зубцов Иосиф Сталин, настоящая фамилия Джугашвили (1879—1953), советский революционер и политик грузинского происхождения
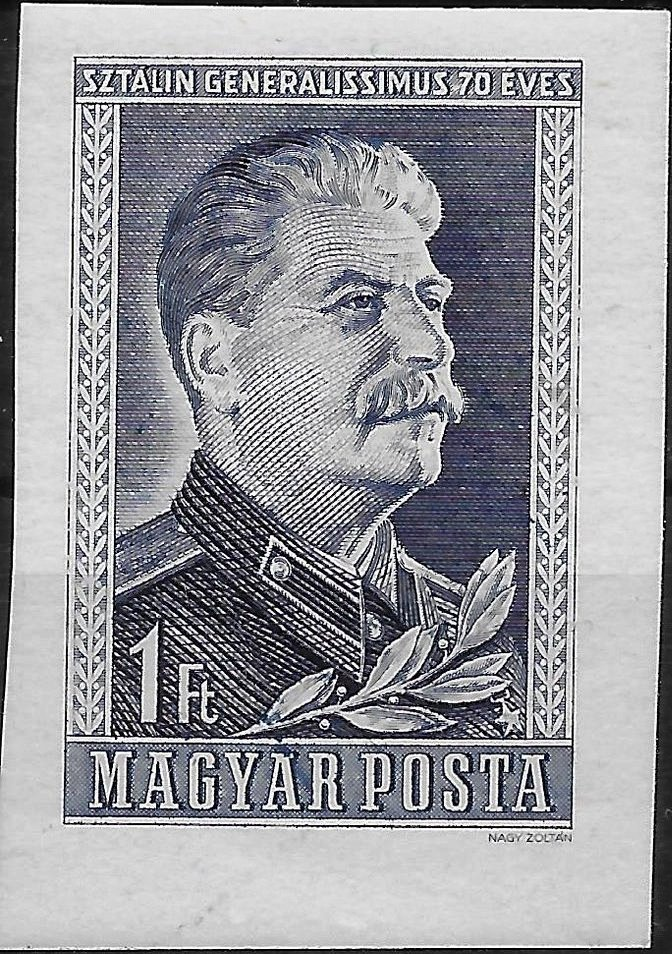
№ 1067B (1949-12-21). Без зубцов Иосиф Сталин, настоящая фамилия Джугашвили (1879—1953), советский революционер и политик грузинского происхождения
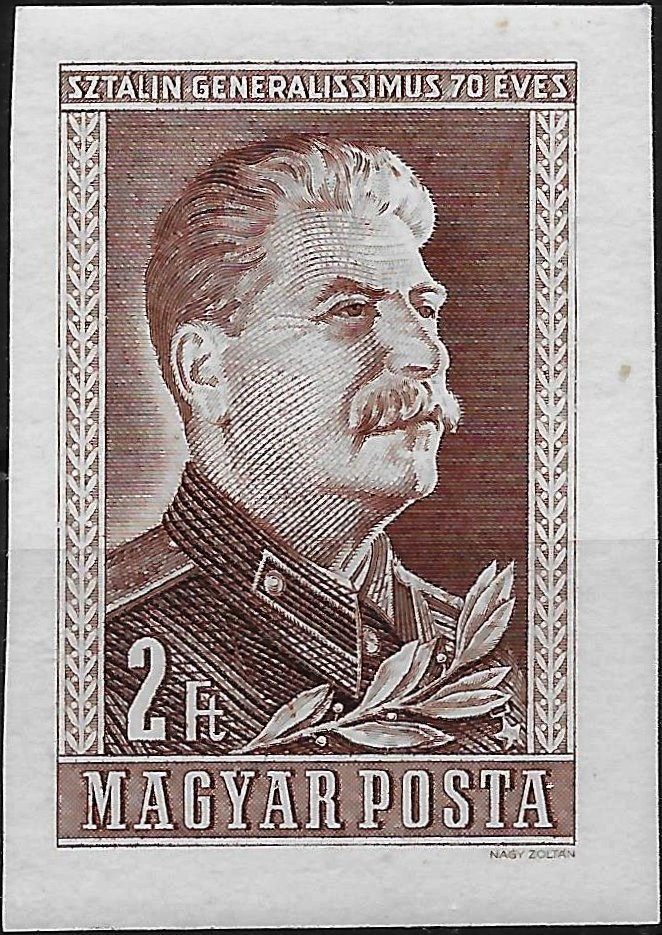
№ 1068B (1949-12-21). Без зубцов Иосиф Сталин, настоящая фамилия Джугашвили (1879—1953), советский революционер и политик грузинского происхождения

## Китай, Квантун (Порт-Артур)
Квантун выпустил серию из двух марок одного рисунка, отличающихся цветом, 20 декабря 1949 года. На марках изображён портрет И. В. Сталина.

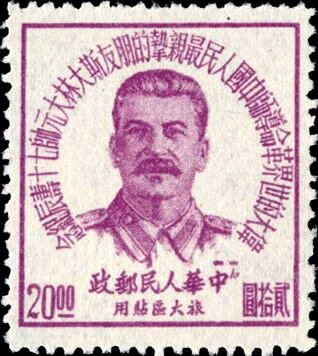
№ 72 (1949-12-20). Иосиф Сталин (1879—1953)
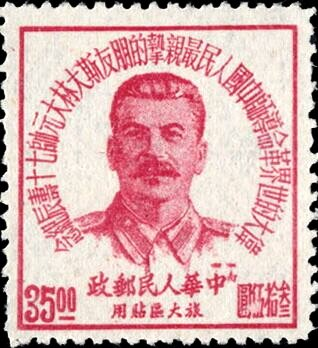
№ 73 (1949-12-20). Иосиф Сталин (1879—1953)

## Румыния
Румыния выпустила серию из двух марок одного рисунка, одна с зубцами, другая без, 21 декабря 1949 года. На марках изображён портрет И. В. Сталина.

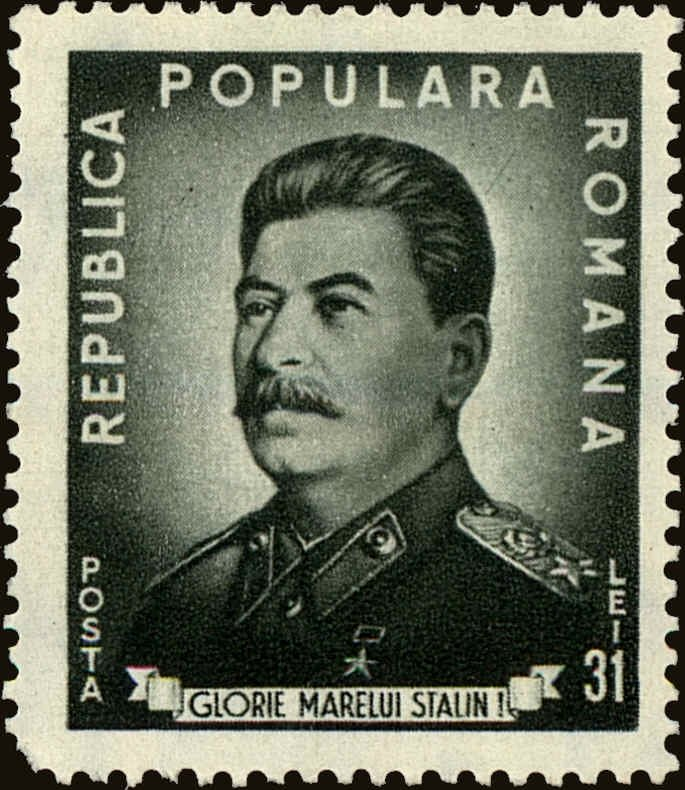
№ 1195A (1949-12-21). Маршал И. В. Сталин (1879—1953)
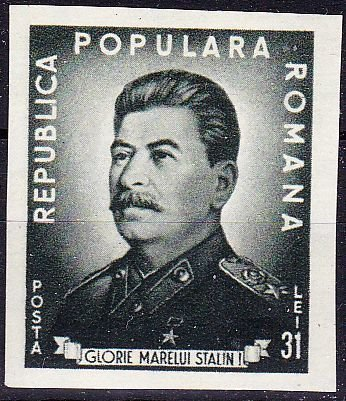
№ 1195B (1949-12-21). Маршал И. В. Сталин (1879—1953)

## Союз Советских Социалистических Республик
Союз Советских Социалистических Республик выпустил блок с четырьмя марками в декабре 1949 года. Художник Р. Ф. Житков:
- блок Michel № Block 13 — Иосиф Сталин, настоящее имя Иосиф Джугашвили (1879—1953), революционер и политик грузинского происхождения. Выпускался на белой и кремовой бумаге. На блоке четыре марки:

- марка Michel № 1424 — дом, в котором родился Сталин, Гори, Грузия. Картина А. П. Копалиани «Гори. Дом, в котором родился И. В. Джугашвили (Сталин)», 1936;
- марка Michel № 1425 — Сталин с Лениным в Смольном, Петроград, 1917. Рисунок Е. А. Кибрика «24 ноября, ночью в Смольный прибыл В. И. Ленин…» (из серии «В. И. Ленин в 1917 г.»), 1947;
- марка Michel № 1426 — Сталин с Лениным в Горках. Фотография М. И. Ульяновой, 1922;
- марка Michel № 1427 — Сталин в кабинете. Картина Б. Н. Карпова «И. В. Сталин в рабочем кабинете», 1948.

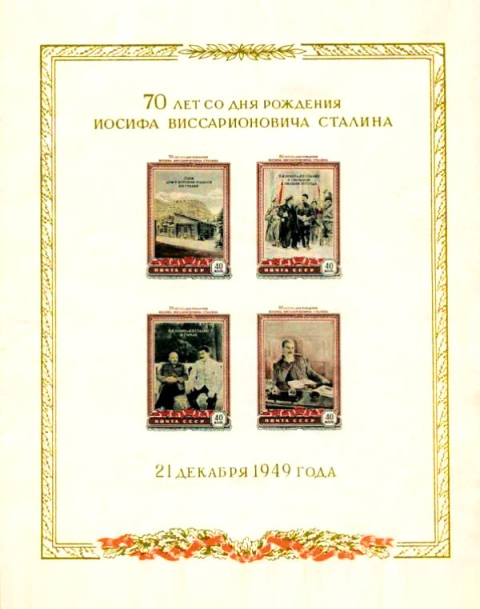
№ Block 13 (1949-12). Белая бумага, золотая рамка. Иосиф Сталин, настоящее имя Иосиф Джугашвили (1879—1953), революционер и политик грузинского происхождения
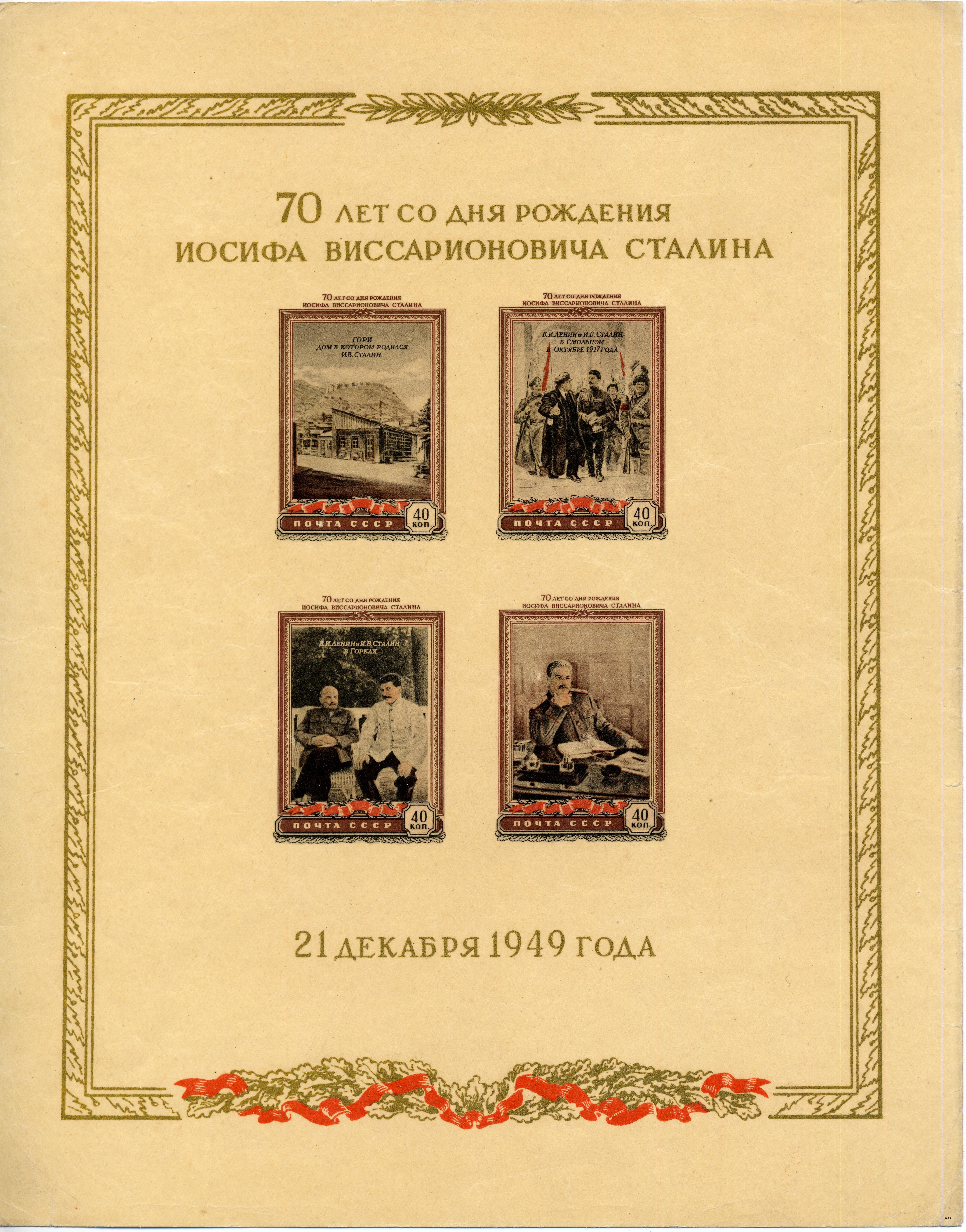
№ Block 13 (1949-12). Кремовая бумага. Иосиф Сталин, настоящее имя Иосиф Джугашвили (1879—1953), революционер и политик грузинского происхождения

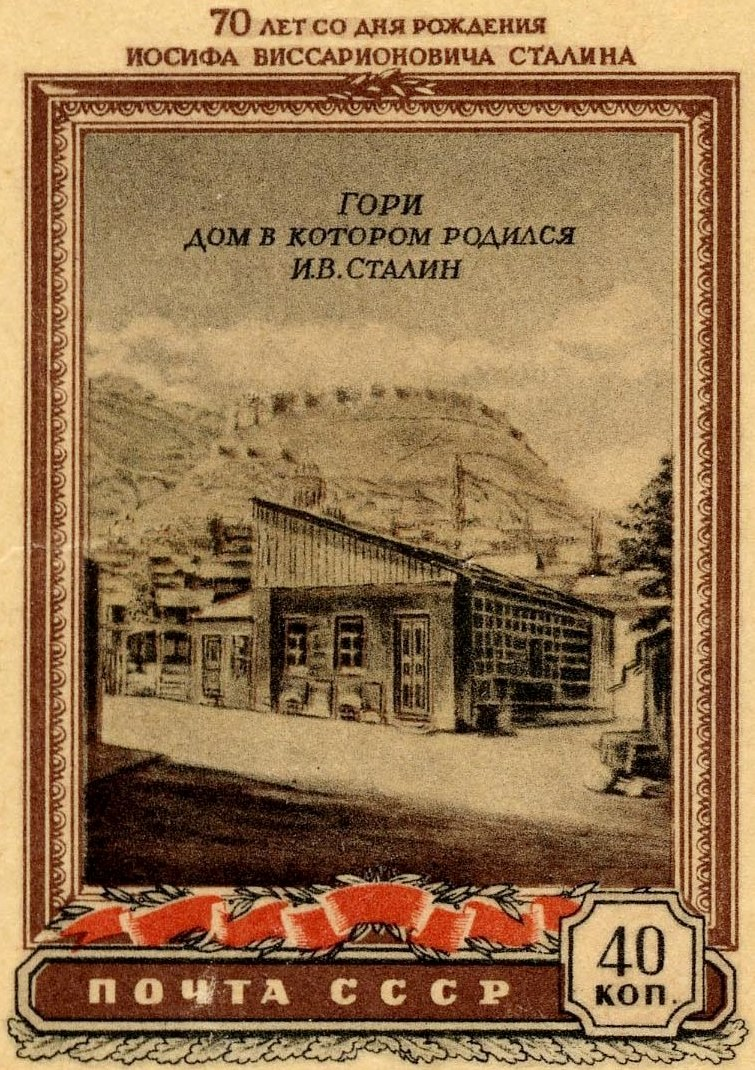
№ 1424 (1949-12). Дом, в котором родился Сталин, Гори, Грузия
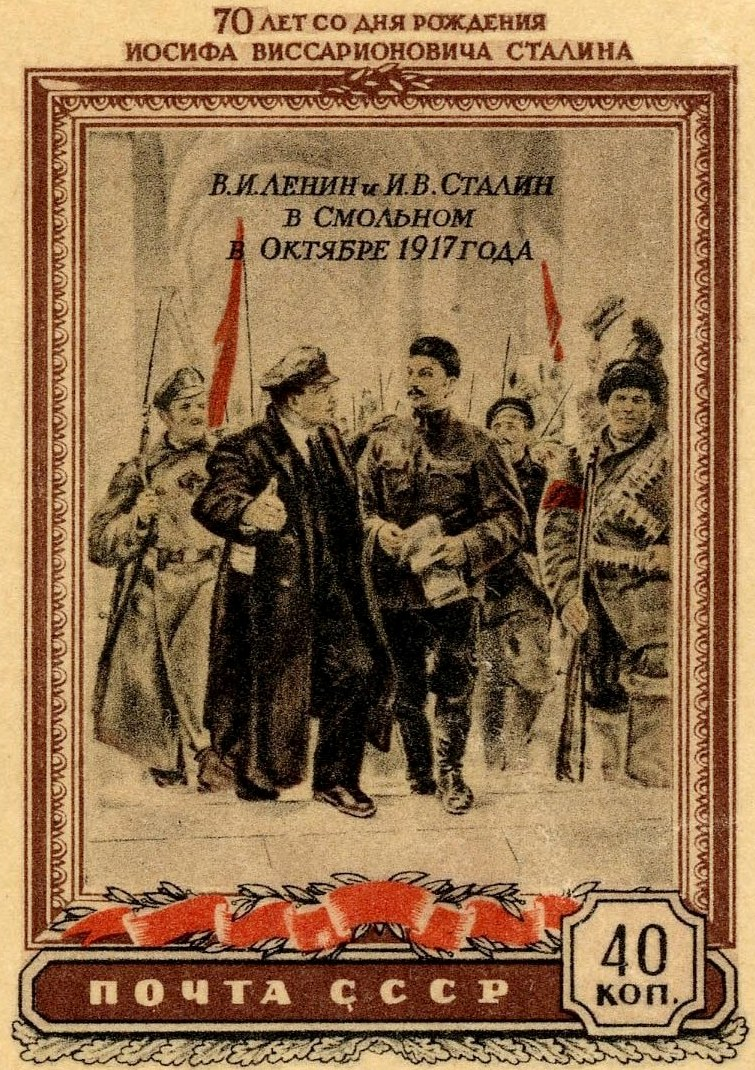
№ 1425 (1949-12). Сталин с Лениным в Смольном, Петроград, 1917
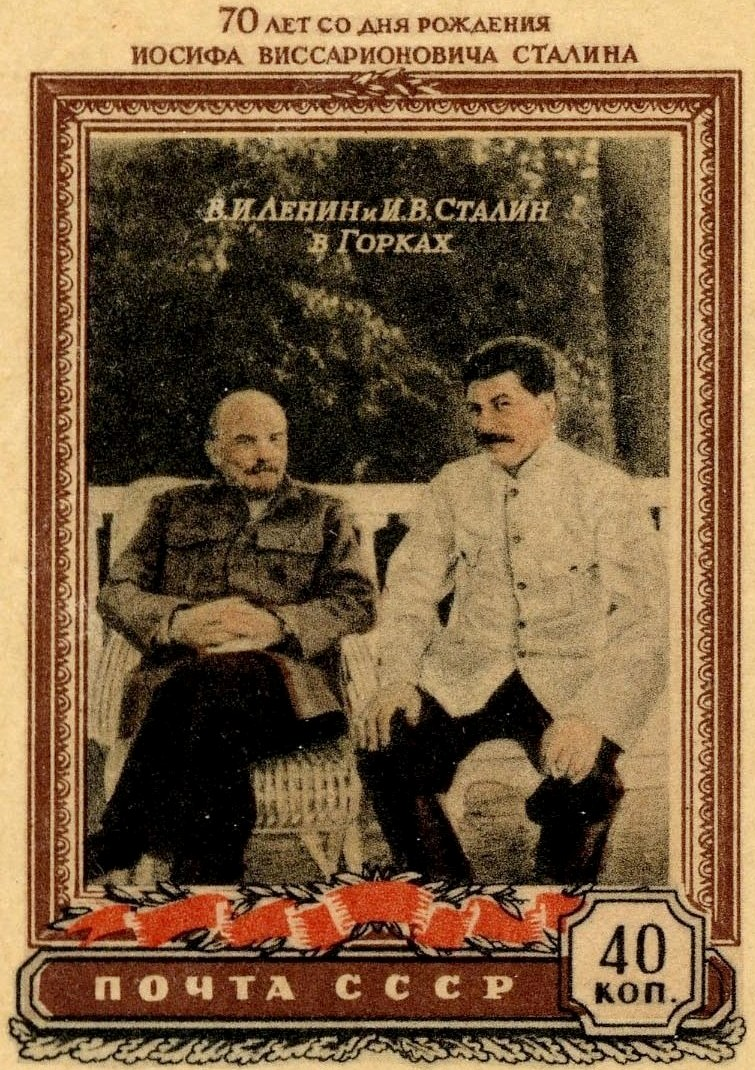
№ 1426 (1949-12). Сталин с Лениным в Горках
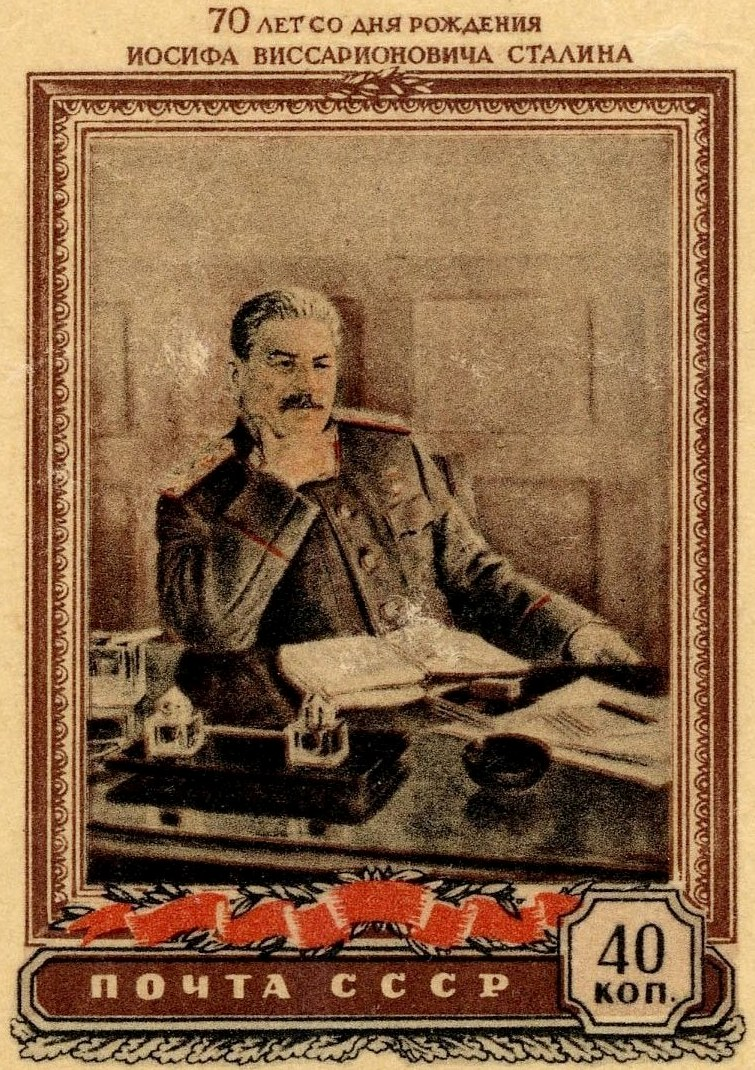
№ 1427 (1949-12). Сталин в кабинете

## Чехословакия
Чехословакия выпустила серию из двух марок 21 декабря 1949 года. Художники марок Ян Мрачек (чеш. Jan Mráček) (№ 603), Индржих Шмидт (чеш. Jindřich Schmidt) (№ 604):
- марка Michel № 603 — Иосиф Сталин (1879—1953), советский революционер и политик;
- марка Michel № 604 — Иосиф Сталин (1879—1953), советский революционер и политик.

№№ 603—604 (1949-12-21). Иосиф Сталин (1879—1953), советский революционер и политик